# The Last September
Pour plus de détails, voir Fiche technique et Distribution.
The Last September est un film britannique réalisé par Deborah Warner, sorti en 1999.

## Synopsis
Dans les années 1920, Sir Richard et Lady Myra résident dans leur domaine en Irlande avec leur nièce pleine d'entrain, Lois, et leur neveu, Laurence. Ils sont rejoints par les Montmorency qui cachent le fait qu'ils sont actuellement sans abri. Lois est courtisée par un soldat qui est posté dans le pays pour la guerre d'indépendance irlandaise. L'arrivée de Marda Norton et d'un nationaliste irlandais en fuite bouleversent la situation.

## Fiche technique
- Titre : The Last September
- Réalisation : Deborah Warner
- Scénario : John Banville d'après le roman Dernier Automne de Elizabeth Bowen
- Musique : Zbigniew Preisner
- Photographie : Sławomir Idziak
- Montage : Kate Evans
- Production : Yvonne Thunder
- Société de production : Matrix Films, Scala Thunder, Raidió Teilifís Éireann, British Sky Broadcasting, IMA Productions et Canal+
- Pays :  Royaume-Uni,  Irlande,  France et  États-Unis
- Genre : drame, historique et romance
- Durée : 103 minutes
- Dates de sortie : 
  -  France : 16 mai 1999 (festival de Cannes), 23 août 2000
  -  Royaume-Uni : 5 mai 2000

## Distribution
- Michael Gambon : Sir Richard Naylor
- Maggie Smith : Lady Myra
- Keeley Hawes : Lois Farquar
- Tom Hickey : O'Brien
- David Tennant : Gerald Colthurst
- Richard Roxburgh : Daventry
- Gary Lydon (en) : Peter Connolly
- Lambert Wilson : Hugo Montmorency
- Jane Birkin : Francie Montmorency
- Jonathan Slinger : Laurence Carstairs
- Fiona Shaw : Marda Norton
- Emily Nagle : Livvy Connolly
- Catherine Walsh : Doreen Hartigan
- Bernie Downes : Nora Hartigan
- Mikel Murfi : le sergent Wilson
- Kieran Aherne : Daniel Connolly
- Aaron Harris : le capitaine Vermont
- Lesley McGuire : Mme. Vermont
- Tamasin MacCarthy Morrogh : Marcie Mangan

## Accueil
Le film a reçu un accueil favorable de la critique. Il obtient un score moyen de 69 % sur Metacritic.